# Rapatea pycnocephala
Rapatea pycnocephala là một loài thực vật có hoa trong họ Rapateaceae. Loài này được Seub. miêu tả khoa học đầu tiên năm 1847.